# 저메인 클레먼트
저메인 클레먼트(영어: Jemaine Clement, 1974년 1월 10일 ~ )는 뉴질랜드의 배우, 스탠드업 코미디언, 음악가, 영화 제작자이다.

## 출연 작품

### 영화
- 디너 게임 (2010)
- 맨 인 블랙 3 (2012)
- 뱀파이어에 관한 아주 특별한 다큐멘터리 (2014) - 블라디슬라브 역 (감독, 각본, 주연)
- 머펫 모스트 원티드 (2014)
- 마이 리틀 자이언트 (2016)
- 모아나 (2016)
- 레고 배트맨 무비 (2017)
- 아바타: 물의 길 (2022) - 이언 가빈 박사 역
- DC 리그 오브 슈퍼-펫 (2022) - 아쿠아맨 역
- 모아나 2 (2024) - 타마토아 역 (목소리)
- 마인크래프트 무비 (2025) - 대릴 역
- 메간 2.0 (2025) - 알튼 애플턴 역